# Barbion grivelé
Pogoniulus scolopaceus
Espèce
Statut de conservation UICN

 LC  : Préoccupation mineure
Le Barbion grivelé (Pogoniulus scolopaceus) est une espèce d'oiseaux de la famille des Lybiidae. 
Son aire s'étend à travers l'Afrique équatoriale.